# Zbigniew Jedliński
Zbigniew Jedliński (Varsavia, 10 marzo 1948 – 4 gennaio 2018) è stato un cestista polacco.

## Carriera
Con la Polonia ha disputato i Campionati europei del 1971, segnando 4 punti in 2 partite.